# Sylvilagus audubonii
O Coelho-do-deserto ou coelho-de-Audubon (Sylvilagus audubonii) é um leporídeo norte-americano.